# Stary Waliszów

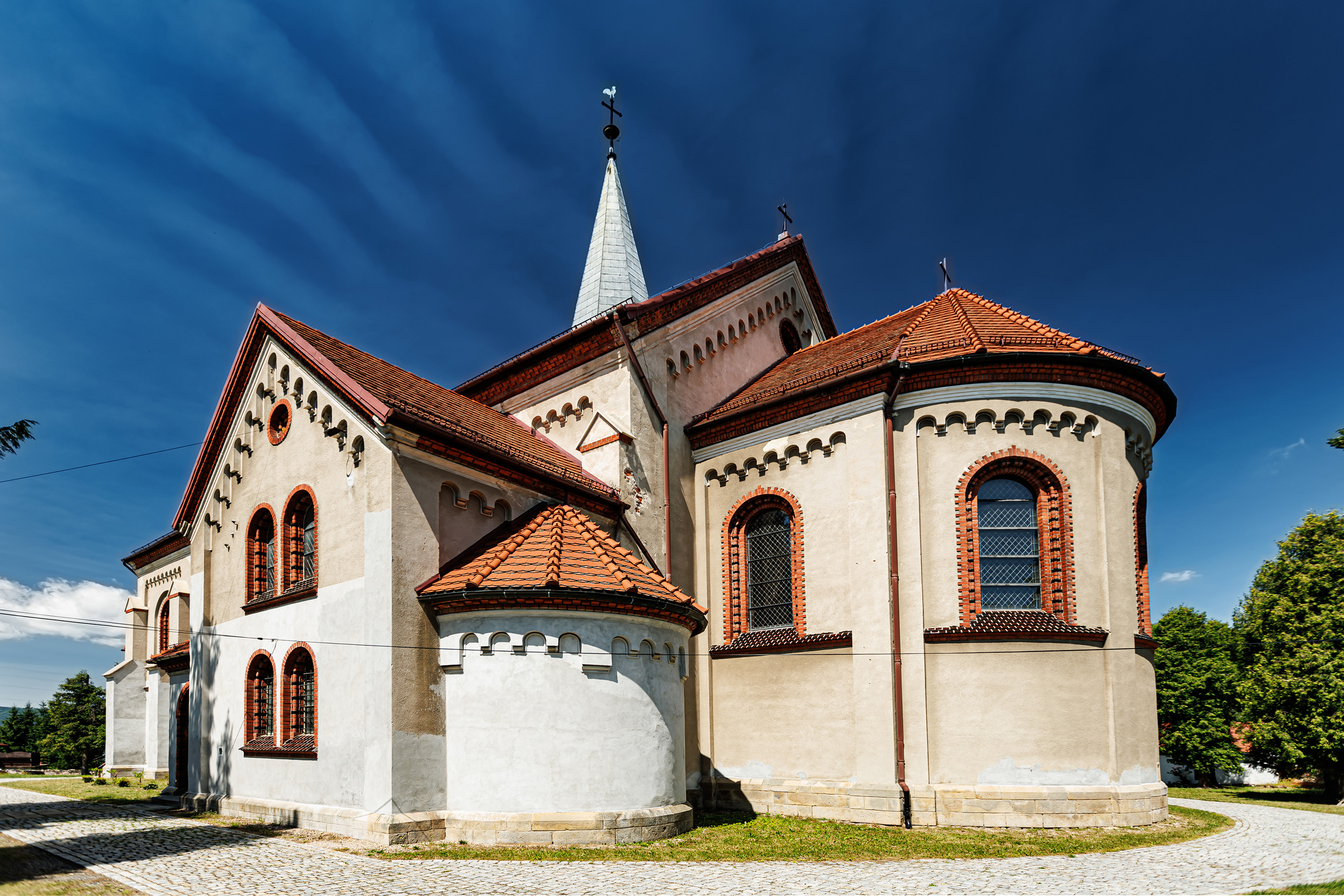
St. Laurentius, Sommer 2023

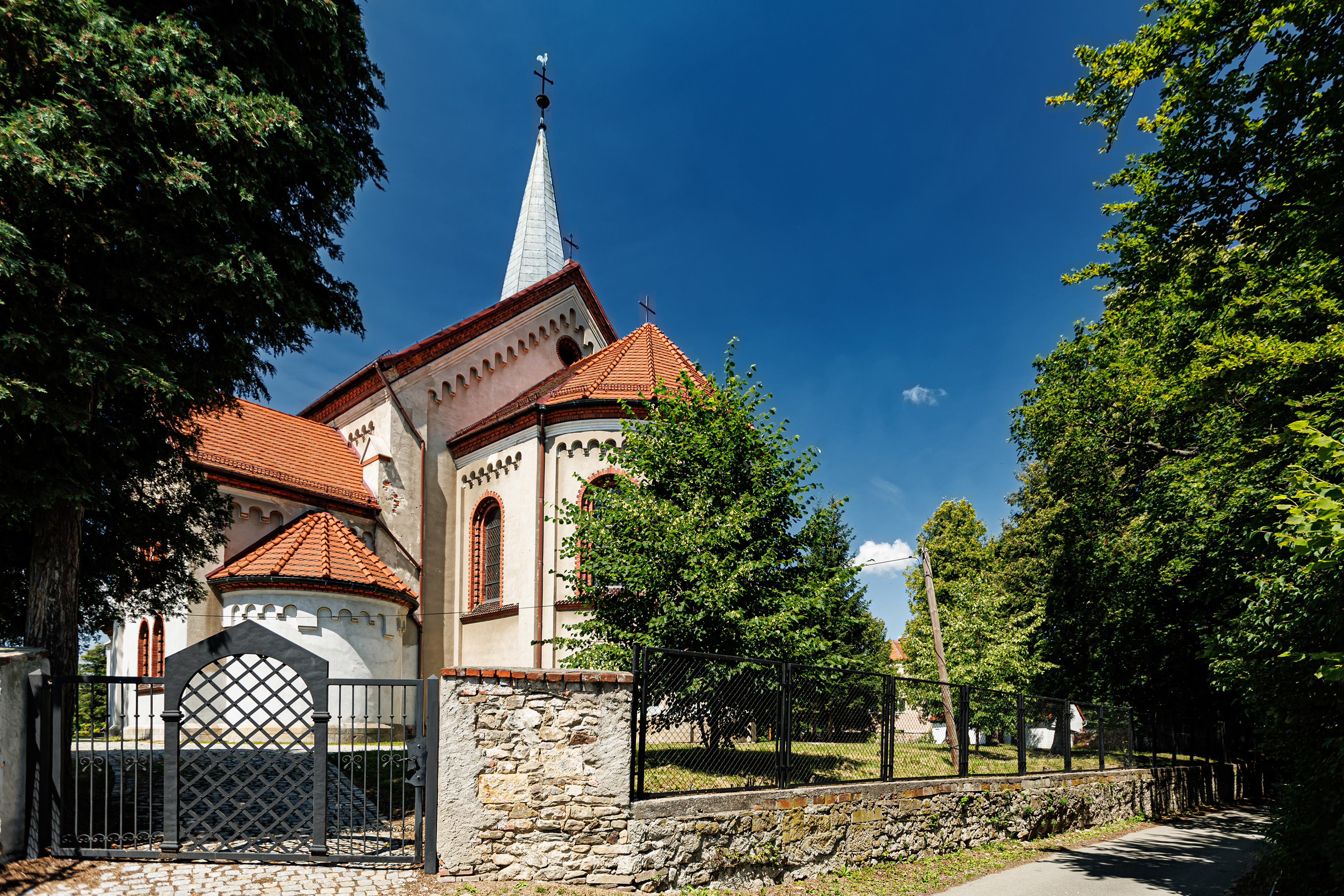
St. Laurentius

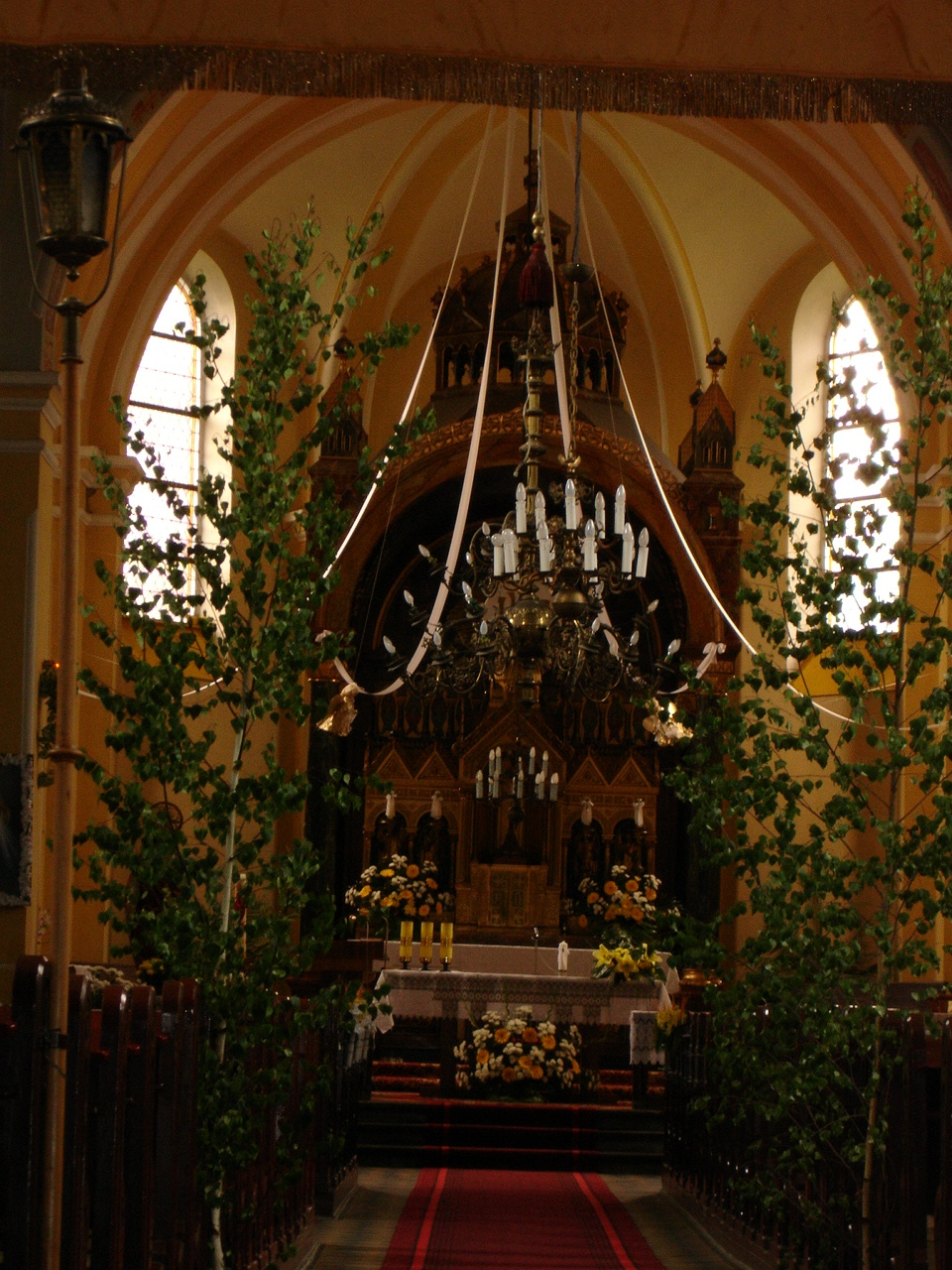
Altar der St.-Laurentius-Kirche

Stary Waliszów (deutsch: Alt Waltersdorf, auch Altwaltersdorf) ist ein Ort in der Stadt- und Landgemeinde Bystrzyca Kłodzka im Powiat Kłodzki der Woiwodschaft Niederschlesien in Polen. Es liegt vier Kilometer nordöstlich von Bystrzyca Kłodzka (Habelschwerdt).

## Geographie
Stary Waliszów liegt an einer Nebenstraße, die bei Zabłocie (Krotenpfuhl) von der Hauptstraße Kłodzko–Bystrzyca Kłodzka Richtung Osten abzweigt. Nachbarorte sind Piotrowice (Herrnpetersdorf) im Norden, Nowy Waliszów (Neu Waltersdorf) im Südosten, Pławnica (Plomnitz) im Süden, Mszaniec (Mückenhäuser) im Südwesten, Zabłocie im Westen und Mielnik (Melling) im Nordwesten.

## Geschichte
Altwaltersdorf wurde erstmals 1269 als „Villa Waltheri“ erwähnt. Es gehörte zum Habelschwerdter Distrikt im Glatzer Land, mit dem es die Geschichte seiner politischen und kirchlichen Zugehörigkeit von Anfang an teilte. Die 1269 ebenfalls erwähnte St.-Laurentius-Kirche ist für das Jahr 1384 in einem Verzeichnis der Pfarrkirchen des Glatzer Dekanats enthalten.
Das Dorf bestand zunächst aus mehreren Anteilen, die im Besitz der Familien von Pannwitz und von Ratschin waren. Nachdem Hans von Ratschin wegen seiner Beteiligung am Böhmischen Ständeaufstand von 1618 nach der Schlacht am Weißen Berg teilweise enteignet wurde, gelangte sein Altwaltersdorfer Anteil 1628 an Johann Arbogast von Annenberg, der diesen Anteil seiner Herrschaft Arnsdorf (Grafenort) inkorporierte. Anfang des 18. Jahrhunderts gehörte Altwaltersdorf dem Grafen Franz Paul von Wallis. Nach dessen Tod 1737 erbte die Besitzungen sein Bruder Georg Olivier von Wallis, von dem sie 1744 an dessen einzigen Sohn Stephan Olivier von Wallis (* 1832) übergingen.  
Nach dem Ersten Schlesischen Krieg 1742 und endgültig mit dem Hubertusburger Frieden 1763 fiel Altwaltersdorf zusammen mit der Grafschaft Glatz an Preußen. 1783 verkaufte Stephan Olivier von Wallis die von seinem Vater ererbten Güter dem Friedrich Wilhelm Graf von Schlabrendorf auf Hassitz und Stolz. Nach der Neugliederung Preußens gehörte Altwaltersdorf seit 1815 zur Provinz Schlesien und war zunächst dem Landkreis Glatz und ab 1818 dem neu geschaffenen Landkreis Habelschwerdt eingegliedert, mit dem es bis 1945 verbunden blieb. 1939 wurden 1279 Einwohner gezählt.
Als Folge des Zweiten Weltkriegs fiel Alt Waltersdorf 1945 wie fast ganz Schlesien an Polen und wurde zunächst in Grabowo und 1946 in Stary Waliszów umbenannt. Die deutsche Bevölkerung wurde vertrieben. Die neu angesiedelten Bewohner waren teilweise Zwangsumgesiedelte aus Ostpolen, das an die Sowjetunion gefallen war. 1975–1998 gehörte Stary Waliszów zur Woiwodschaft Wałbrzych (Waldenburg).

## Sehenswürdigkeiten
- Die bereits 1269 erwähnte St.-Laurentius-Kirche wurde 1898–1902 an der Stelle eines früheren Kirchenbaus nach Entwurf des Baumeisters Lauterbach aus Görbersdorf errichtet. Der Turm stammt aus dem Jahr 1524. Die Innenausstattung ist im Stil der Neuromanik. Der Hauptaltar und die Kanzel wurden nach Entwurf des Architekten Joseph Elsner geschaffen und aus seinen Münchner Werkstätten geliefert. Die Seitenaltäre schuf der Bildhauer Aloys Schmidt aus Bad Landeck. Die Gemälde der Seitenaltäre malte Hieronymus Richter.
- Die Dreifaltigkeitssäule auf einem Korinthischen Kapitell stammt aus dem 18. Jahrhundert.
- Auf dem 498 m hohen Kreuzberg (polnisch Krzyżowa) steht eine Kapelle mit einem Kreuzweg.